# Auréole du pilote
L'auréole du pilote est un cas particulier du spectre de Brocken, lorsqu'il est créé par un aéronef sur un nuage.